# Polyplectropus kristyantoi
Polyplectropus kristyantoi är en nattsländeart som beskrevs av Malicky 1998. Polyplectropus kristyantoi ingår i släktet Polyplectropus och familjen fångstnätnattsländor. Inga underarter finns listade i Catalogue of Life.